# Guy Marchoul
Guy Marchoul (4 november 1965) is een voormalig voetballer uit België.

## Biografie
Marchoul was een rechtsachter die soms ook eens centraal speelde in de verdediging. Op jonge leeftijd al sloot hij zich aan bij RSC Anderlecht. Uiteindelijk raakte Marchoul zelfs in het A-elftal van Anderlecht.
In 1986 maakte hij zijn debuut op het hoogste niveau tegen FC Waterschei. Anderlecht speelde dat seizoen ook meteen kampioen. Maar Marchoul bleef vaak op de bank zitten en speelde nauwelijks bij de Brusselse club. In 1991 speelde hij slechts één wedstrijd voor Anderlecht en dus trok hij dat jaar naar SK Lierse.
Daar verbleef Guy Marchoul één seizoen en kreeg dan de kans om terug te keren naar Anderlecht. Marchoul dacht dat hij ditmaal wel speelkansen ging krijgen maar belandde al gauw terug op de bank bij paars-wit. Dus vertrok de verdediger in 1994 naar Eendracht Aalst. Een jaar later, in 1995, stopte hij met voetballen. Hij was toen 30 jaar.